# Манджаротти, Эдоардо
Эдоа́рдо Манджаро́тти (итал. Edoardo Mangiarotti; 7 апреля 1919, Ренате, провинция Монца-э-Брианца — 25 мая 2012, Милан) — выдающийся итальянский фехтовальщик, 6-кратный олимпийский чемпион и 13-кратный чемпион мира. Обладатель самого большого количества наград Олимпиад и чемпионатов мира (39 медалей в 1936—1960 годах) в истории фехтования. Специализировался в фехтовании на шпагах и рапирах.
По общему количеству олимпийских медалей Манджаротти (13 наград) делит 5-е место в современной олимпийской истории с японским гимнастом Такаси Оно, советским гимнастом Борисом Шахлиным, норвежским биатлонистом Уле-Эйнаром Бьерндаленом и нидерландской конькобежкой Ирен Вюст. При этом в 1960 году в Риме он стал первым спортсменом, кто сумел выиграть за карьеру 13 олимпийских медалей. Больше медалей впоследствии выиграли только Майкл Фелпс (28), Лариса Латынина (18), Николай Андрианов (15) и Марит Бьёрген (15). Если же учесть, что расцвет таланта Манджаротти пришёлся на Вторую мировую войну, из-за которой не были проведены две летние Олимпиады (1940 и 1944), то можно допустить с высокой долей вероятности, что Эдоардо по силам было выиграть ещё как минимум 4-5 олимпийских наград.
Делит с другими знаменитыми фехтовальщиками Недо Нади и Валентиной Веццали итальянский рекорд по количеству золотых олимпийских медалей.

## Спортивная биография
Родился в семье известного фехтовальщика Джузеппе Манджаротти (1883 — 1970), 17-кратного чемпиона Италии по фехтованию на шпагах. В 1908 году в Лондоне Джузеппе принимал участие в Олимпийских играх и занял 4-е место в составе сборной Италии в командном турнире шпажистов. Старший брат Эдоардо, Дарио (1915—2010), также стал известным фехтовальщиком и был чемпионом мира-1949, а вместе с Эдоардо выиграл золото в командном турнире шпажистов на Олимпиаде-1952 в Хельсинки, и 2 олимпийских серебра. Его младший брат Марио (1920—2019) тоже стал известным фехтовальщиком, серебряным призёром чемпионата мира.

Отец с детства готовил Эдоардо к спортивной карьере; для того, чтобы сделать стиль фехтования Эдоардо неудобным для соперников, отец учил правшу от природы фехтовать левой рукой. Уже с 11 лет Эдоардо начал побеждать на национальных первенствах в своём возрасте, по праву считаясь наиболее талантливым итальянским фехтовальщиком.

### Олимпиада-1936
Дебютировал на мировых первенствах в 1935 году в 16-летнем возрасте, а уже год спустя поехал на Олимпиаду-1936 в Берлин и выиграл там золото в составе итальянской сборной шпажистов. Через год в Париже Эдоардо впервые стал чемпионом мира, победив в командном первенстве шпажистов.

### Олимпиада-1948
После Второй мировой войны продолжал оставаться одним из лидеров мирового фехтования. На Олимпиаде-1948 в Лондоне Эдоардо выиграл 3 медали — 2 серебра в командных турнирах шпажистов и рапиристов, а также бронзу в личном первенстве шпажистов. Это была единственная для него Олимпиада, где он не завоевал ни одной золотой медали.

### Олимпиада-1952
На Олимпиаде-1952 в Хельсинки 33-летний Эдоардо выиграл свою первую и единственную золотую медаль в личном турнире — он с блеском первенствовал среди шпажистов (второе место занял его брат Дарио). К этому он добавил золото в командном турнире шпажистов, а также 2 серебра — в командном и личном первенствах среди рапиристов. Серебро в личном первенстве рапиристов стало для Манджаротти первой и единственной медалью в олимпийской карьере в этой дисциплине.
В 1954 году на чемпионате мира в Люксембурге Манджаротти выиграл сразу 3 золотые медали — в командных первенствах шпажистов и рапиристов, а также в личном первенстве шпажистов, кроме того он был вторым в личном турнире рапиристов.

### Олимпиада-1956
В 1956 году на своей 4-й Олимпиаде в Мельбурне Эдоардо вновь выиграл 2 золотые медали, обе в командных первенствах по рапире и шпаге (это была единственная для него золотая медаль в рапире), добавив к ним бронзу в личном турнире шпажистов. При этом турнир шпажистов на той Олимпиаде был одним из самых драматичных в истории: после основных соревнований выяснилось, что сразу 3 итальянца — Эдоардо Манджаротти, Карло Павези и Джузеппе Дельфино — лидируют с 5 победами и 2 поражениями. Был проведён долполнительный мини-турнир между ними — каждый выиграл 1 бой и 1 проиграл. Пришлось снова проводить дополнительные бои, хотя время уже клонилось к полночи. Уставший 37-летний Манджаротти проиграл оба боя своим более молодым соотечественникам (Павези тогда было 33 года, а Дельфино — 34) и завоевал бронзу. Павези же обыграл Дельфино и стал олимпийским чемпионом. Интересно, что это великолепное трио побеждало на трёх подряд Олимпиадах в личных турнирах шпажистов — в 1952 году выиграл Манджаротти, в 1956 — Павези, а спустя 4 года в Риме — Дельфино. Всего же на троих у них набралось 14 золотых олимпийских медалей (Дельфино и Павеси выиграли по 4 золота).
Также на Играх в Мельбурне Эдоардо единственный раз на Олимпиадах не сумел выиграть медаль в дисциплине, в которой участвовал — в личном турнире рапиристов он выбыл на предварительной стадии.

### Олимпиада-1960
В 1960 году в Риме 41-летний Манджаротти выиграл свои последние олимпийские медали — золото в командном турнире шпажистов и серебро в командной рапире.
В 1961 году Манджаротти завершил свою блистательную спортивную карьеру.
Эдоардо дважды подряд был знаменосцем сборной Италии на Олимпийских играх — в 1956 году в Мельбурне и на домашней Олимпиаде-1960 в Риме. Интересно, что итальянцы доверили нести флаг не римлянину, а уроженцу северной провинции.

### После окончания спортивной карьеры
После окончания карьеры Манджаротти работал тренером сборной Италии по фехтованию, а в 1980-х был генеральным секретарём Международной федерации фехтования (ФИЕ).
Дочь Эдоардо Карола Манджаротти (род. 1952) также стала фехтовальщицей и дважды участвовала в Олимпийских играх — в 1976 году в Монреале и в 1980 году в Москве. В составе итальянской сборной рапиристок занимала 5-е место.

### Платиновый венок от МОК
В 2003 году Международный олимпийский комитет наградил Эдоардо Манджаротти специальным Платиновым Венком с формулировкой «39 золотых, серебряных и бронзовых медалей, завоёванных Эдоардо Манджаротти на Олимпийских играх и чемпионатах мира, делают его не только величайшим фехтовальщиком в спортивной истории, но и самым титулованным спортсменом во всех олимпийских видах в истории Олимпиад».
Этот рекорд в 2011 году превзошёл американский пловец Майкл Фелпс — 23-кратный олимпийский чемпион и 26-кратный чемпион мира.